# شوشقالی (آبای)
شوشقالی (قزاقی: Шошқалы) یک دریاچه در استان آبای کشور قزاقستان است.